# 최소 권한의 원칙
최소 권한의 원칙(Principle of least privilege, PoLP, principle of minimal privilege, PoMP, principle of least authority, PoLA)은 정보 보안, 컴퓨터 과학 및 기타 분야에서 특정 추상화 계층에서 컴퓨팅 환경에서 모든 모듈(주제에 따라 프로세스, 사용자 또는 프로그램 등)은 합법적인 목적에 필요한 정보와 리소스에만 액세스할 것을 요구한다.

## 상세 내용
이 원칙은 모든 사용자 계정이나 프로세스에 의도된 기능을 수행하는 데 본질적으로 필수적인 권한만 부여하는 것을 의미한다. 예를 들어, 백업 생성만을 목적으로 하는 사용자 계정은 소프트웨어를 설치할 필요가 없다. 따라서 백업 및 백업 관련 응용 프로그램을 실행하는 권한만 갖는다. 새 소프트웨어 설치와 같은 다른 모든 권한은 차단된다. 이 원칙은 일반적으로 일반 사용자 계정으로 작업하고 상황이 절대적으로 필요할 때만 암호로 보호된 권한 있는 계정을 여는 개인용 컴퓨터 사용자에게도 적용된다.
사용자 (컴퓨팅)에게 적용할 경우 최소 사용자 액세스 또는 최소 권한 사용자 계정(least-privileged user account, LUA)이라는 용어도 사용된다. 이는 모든 사용자 계정이 가능한 한 적은 권한으로 실행되어야 하며 가능한 최소한의 권한으로 응용 프로그램을 시작해야 한다는 개념을 참조한다.
(최소 권한) 원칙은 오류(내결함성) 및 악의적인 동작으로부터 데이터 및 기능을 보호하는 데 필요한 '부스트'를 강화하고 제공하기 위한 중요한 설계 고려 사항으로 널리 인식된다.

## 같이 보기
- 사용자 계정 컨트롤
- 캡슐화
- 권한 확대
- 보호 링
- Sudo